# 가미우노레이촌
가미우노레이촌(上宇野令村)은 야마구치현 요시키군에 있던 촌이다. 

## 역사
- 1889년 4월 1일 - 정촌제 시행에 의해 요시키군 가미우노레이촌이 성립하였다.
- 1905년 4월 1일 - 야마구치정과 합병해 새로운 야마구치정이 성립하였다.

## 교통
현재는 구촌지역에 야마구치선 야마구치역이 소재하지만 당시엔 미개통

## 참고문헌
- 角川日本地名大辞典 35 山口県